# Таганрозький тролейбус
Таганрозький тролейбус (рос. Таганрогский троллейбус) — діюча в місті Таганрозі Ростовської області тролейбусна система в Росії з 25 грудня 1977 року.
Експлуатацію тролейбусної мережі здійснює МУП «Трамвайно-тролейбусне управління», в операційному обслуговуванні якого 1-е тролейбусне депо.

## Історія
Перша тролейбусна лінія в Таганрозі, що сполучила два міських залізничних вокзали, була побудована багато в чому завдяки зусиллям першого секретаря міськкому КПРС Б. Ф. Зубрицького.
Гроші на будівництво тролейбусного депо виділив міністр енергетичного машинобудування СРСР В. В. Кротов, «в обмін» на сприяння міської влади в питанні територіального розширення заводу «Червоний казаняр».
Перший пробний рейс від площі Повстання до залізничного вокзалу Таганрог I був здійснений 1 листопада 1977 року. Регулярний рух розпочалося 25 грудня 1977. Став до ладу маршрут № 2 «Вокзал Таганрог І — завод «Червоний казаняр». 
У 1978 році введений в експлуатацію маршрут № 1 «Вокзал Таганрог І — Завод ім. Дімітрова». У 1979 році маршрут № 3 «Завод ім. Дімітрова — 26-й магазин».
1988 року відкрито маршрут № 4 «Завод ім. Дімітрова — Руське поле», 1990 року — маршрут № 5 «Руське поле — Центральний ринок — площа Повстання». У 1993 році відкрито рух тролейбусів до Простоквашино, а 1994 року — до Північного житлового масиву.

## Маршрути
Станом на липень 2018 року в Таганрозі діяв тільки тролейбусний маршрут № 4. У зв'язку з ремонтом аварійної ділянки самопливного колектора по вулиці Фрунзе з 19 липня по 26 вересня 2018 року тимчасово припиняли роботу тролейбусні маршрути № 1, 2, 7. На теперішній час в місті діють 5 тролейбусних маршрутів.
| Перелік тролейбусних маршрутів в м. Таганрог | Перелік тролейбусних маршрутів в м. Таганрог | Перелік тролейбусних маршрутів в м. Таганрог    | Перелік тролейбусних маршрутів в м. Таганрог | Перелік тролейбусних маршрутів в м. Таганрог | Перелік тролейбусних маршрутів в м. Таганрог |
| №                                            | Кінцевий пункт, А                            | Маршрут руху                                    | Кінцевий пункт, Б                            | Кількість випусків                           | Примітки                                     |
| -------------------------------------------- | -------------------------------------------- | ----------------------------------------------- | -------------------------------------------- | -------------------------------------------- | -------------------------------------------- |
| 1                                            | Залізничний вокзал Таганрог I                | ринок «Веселка» — Центральний ринок             | Площа Авіаторів                              | 1                                            | Відновлено рух 27 вересня 2018               |
| 2                                            | Завод «Червоний казаняр»                     | ринок «Веселка» — Залізничний вокзал Таганрог I | ПМК                                          | 1                                            | Відновлено рух 27 вересня 2018               |
| 3                                            | Площа Авіаторів                              | вул. Олега Кошевого — 26-й магазин              | Цегельний цех                                | 2                                            | Відновлено рух 10 грудня 2018                |
| 4                                            | Площа Авіаторів                              | вул. Олега Кошевого — ринок «Руське поле»       | Вулиця Галицького                            | 1                                            |                                              |
| 5                                            | Залізничний вокзал Таганрог I                | Центральний ринок                               | Руське поле                                  |                                              |                                              |
| 7                                            | Площа Авіаторов                              | Центральний ринок — ринок «Веселка»             | Завод «Червоний казаняр»                     | 1                                            | Відновлено рух 27 вересня 2018               |
| 8                                            | ПМК                                          |                                                 | Цегельний цех                                |                                              |                                              |

Раніше також існував маршрут № 6 (5к).

## Рухомий склад
| Статистика рухомого складу станом на червень 2019 | Статистика рухомого складу станом на червень 2019 | Статистика рухомого складу станом на червень 2019 |
| Тип моделі                                        | Кількість (всього / в робочому стані)             |                                                   |
| ------------------------------------------------- | ------------------------------------------------- | ------------------------------------------------- |
| ВЗТМ-5284.02                                      | 21 / 3                                            |                                                   |
| ЛіАЗ-5280                                         | 8 / 0                                             |                                                   |
| ЗіУ-682Г-016.03                                   | 5 / 0                                             |                                                   |
| ВМЗ-52981                                         | 5 / 3                                             |                                                   |
| ВМЗ-5298.01 «Авангард»                            | 3 / 2                                             |                                                   |
| ЗіУ-682Г-016.05                                   | 2 / 0                                             |                                                   |
| Всього:                                           | 44 / 8                                            |                                                   |

1 квітня 2013 року надійшов перший тролейбус DAF B79T-K560 (№ 0145) з Ростова-на-Дону.
6 березня та 7 березня 2014 року надійшли надійшли тролейбуси DAF B79T-K560 (№ 0151—0153), а 11 березня 2014 року надійшов тролейбус Steyr STS 11 HU (№ 0141) і 2 вживаних тролейбуси DAF B79T-K560 (№ 0147, 0154). Всі тролейбуси раніше експлуатувалися у Ростові-на-Дону. Всього надійшло 17 машин, списані у квітні 2018 року.
У квітні 2018 року надійшли 8 тролейбусів ЛіАЗ-5280 (№ 119—126), які раніше, до закриття системи, експлуатувалися в Астрахані.
Впродовж 2018 року надійшли 16 тролейбусів ВЗТМ-5284.02 (№ 121—137) та 5 ЗіУ-682Г-016.02 (№ 138—142), які раніше, до закриття системи, експлуатувалися у Липецьку.
Раніше експлуатувалися: 
- ЗіУ-683 (у 2009 році списаний[3]);
- БТЗ-52011;
- БТЗ-5276-01;
- БТЗ-5276-04.

## Вартість проїзду
На початку 2009 року, в зв'язку з низьким пасажиропотоком, була змінена система оплати. Велика частина кондукторів була скорочена, система оплати при виході. Вихід здійснювався на перші двері. Однак не скрізь вони зникли в зв'язку з технічною неможливістю виходу пасажирів на перші двері (таким прикладом є тролейбуси «ЗіУ-682» де передні двері крім того що знаходяться в кабіні водія і відокремлена перегородкою так механізми відкриття дверей були зняті і встановлені на інші двері).
З 1 жовтня 2010 року, в зв'язку з посиленням контролю здачі планів, система оплати була уніфікована з трамваєм — вхід і оплата на перші двері, вихід на другу і третю. Однак водії тролейбусів відмовилися від неї через систематичні гонки з автобусами і маршрутками і неможливості швидкої оплати при вході.
| Динаміка вартості проїзду | Динаміка вартості проїзду | Динаміка вартості проїзду                   |
| Дата встановлення тарифу  | Вартість, руб.            | Для студентів, школярів / пенсіонерів, руб. |
| ------------------------- | ------------------------- | ------------------------------------------- |
| 1 березня 2015            | 14                        | 11 / 8                                      |
| 1 квітня 2017             | 16                        | 11 / 8                                      |
| 23 серпня 2017            | 16                        | 14 / 12                                     |
| 29 грудня 2018            | 20                        | 15                                          |